# جيدان (السدة)

تعديل مصدري - تعديل

جيدان هي إحدى قرى عزلة بني العثمانيين بمديرية السدة التابعة لمحافظة إب، بلغ تعداد سكانها 623 نسمة حسب تعداد اليمن لعام 2004.